# Sarlay János
Sarlay János  (született Schlaifer János) (Szepesremete, 1823. február 22. – Sárbogárd, 1898. február 24.) tanár, honvéd, tüzér, állami főreáliskolai tanár. Petőfi Sándor barátja volt.

## Élete
1823. február 22-én született a ma Szlovákiához tartozó Szepesremetén. Rozsnyón végezte a gimnáziumot, jogot és bölcsészetet Eperjesen, teológiát Pozsonyban tanult. Egy évig járt külföldön és visszatérve az 1848–1849-es szabadságharcban honvédtüzérként harcolt. A nagysallói csatában megsebesült és főhadnagy lett, egyesek szerint innen ered a neve. Mint bujdosó Fegyverneken tartózkodott, tanítva Petrovay Gábort. 1851 és 1876 között szarvasi evangélikus főgimnázium tanára volt. Időközben 1854-ben a szabadságharcban való részvétele miatt elfogták és tíz hónapig tartották fogva Pesten, az Újépületben; azután két hónapig Budapestre internálták. 
Amikor elbocsátották, újra elfoglalta Szarvason tanári állását. Szarvasi tanárkodása mellett nevelője volt Bolza Anna grófnőnek (gróf Csáky Albinnénak), később gyermekeit is tanította. A vegytannal és talajismerettel foglalkozott. A Tiszántúl lakóit ő ismertette meg a trágyázással. Reáterelte a lakosság figyelmét a Kőröspartra, hogy az a vidék alkalmas cementgyártásra és ő volt hazánkban az első, aki a festő csülleng nagy fontosságát felismerve, elsőként gyártotta magyar földön az indigót, melyet az orvosok és természettudósok 1867. évi vándorgyűlésén is bemutatott. 1874-ben a földművelésügyi minisztériumba hívták, hogy az indigógyártásról értekezzék, és 1876-ban nagyobb szabású kísérletezéssel tanári fizetés mellett bízták meg, mely fényesen sikerült. Ebben a munkában Katona Mihály Dénes piarista tanár volt a segítője.
A szegedi, bécsi és az 1878. évi párizsi közkiállításokon oklevelekkel és érmekkel tüntették ki, Sarlay kezdeményezése és vállalata mégsem volt életrevaló. 1883-tól a homonnai polgári iskolának, 1889-től 1898-as nyugdíjazásáig a győri magyar királyi főreáliskolának volt tanára, ahol a matézist és a természetrajzot tanította. 1898. február 24-én hunyt el Sárbogárdon.

## Ajánlott irodalom
- Lasz Samu. Emlékezés Sarlay Jánosról [archivált változat]. Győr: Gross Testvérek Nyomdája (1898). Hozzáférés ideje: 2012. augusztus 18. [archiválás ideje: 2016. március 15.]
- Lasz Samu. Két érdemes polyhistorról [archivált változat]. Budapest: Hungaria Könyvnyomda (1910). Hozzáférés ideje: 2012. augusztus 18. [archiválás ideje: 2016. március 15.]